# Hyalinobatrachium kawense
Espèce
Hyalinobatrachium kawense est une espèce d'amphibiens de la famille des Centrolenidae.

## Répartition
Cette espèce se rencontre :
- dans le sud du Suriname ;
- en Guyane.
- Dans l'Amapá au Brésil.

## Biologie
Cette grenouille pond ses œufs à quelques mètres au dessus des cours d'eau lents. Les têtards tombent ensuite dans l'eau pour s'y développer. 

## Étymologie
Son nom d'espèce, composé de kaw et du suffixe latin -ensis, « qui vit dans, qui habite », lui a été donné en référence au lieu de sa découverte.

## Publication originale
- Castroviejo-Fisher, Vilà, Ayarzagüena, Blanc & Ernst, 2011 : Species diversity of Hyalinobatrachium glassfrogs (Amphibia: Centrolenidae) from the Guiana Shield, with the description of two new species. Zootaxa, no 3132, p. 1–55.